# Кузьменко, Пётр Семёнович
Пётр Семёнович Кузьменко (1831—1874) — украинский писатель.
Одно время был дьячком. Начал литературную деятельность в 1857 в «Черниговских губернских ведомостях», где напечатал ряд интересных статей по местной этнографии и украинскому фольклору, а также собственные стихотворения, позже помещавшиеся и в других изданиях. Ему же принадлежит высоко оценённая повесть из народной жизни: «Не так ждалося, да так склалося» (СПб., 1862).